# Cruet
Cruet é uma comuna francesa na região administrativa de Auvérnia-Ródano-Alpes, no departamento de Saboia. Estende-se por uma área de 10,06 km². Em 2010 a comuna tinha 1 059 habitantes (densidade: 105,3 hab./km²).